# Шумово (Замбровський повіт)
Шумово (пол. Szumowo) — село в Польщі, у гміні Шумово Замбровського повіту Підляського воєводства.
Населення — 1102 особи (2011).
У 1975-1998 роках село належало до Ломжинського воєводства.

## Демографія
Демографічна структура станом на 31 березня 2011 року:
|          | Загалом | Допрацездатний вік | Працездатний вік | Постпрацездатний вік |
| -------- | ------- | ------------------ | ---------------- | -------------------- |
| Чоловіки | 548     | 113                | 391              | 44                   |
| Жінки    | 554     | 104                | 329              | 121                  |
| Разом    | 1102    | 217                | 720              | 165                  |